# 湖岸娛樂
湖岸娛樂（Lakeshore Entertainment）一家美国独立电影制片厂 它位于比佛利山，加利福尼亚州, 以前处理国际销售和分销 通过其分支机构湖滨国际。 它是由汤姆·罗森伯格和泰德·坦南鲍姆于1994年創立。

## 外部連結
- 官方网站